# Церетелі Григорій Филимонович
Церетелі Григорій Филимонович (12 [24] березня 1870 року Санкт-Петербург — 1938 (9?) Рік, Тбілісі, репресований) — філолог-класик, видатний папіролог, засновник класичної філології в Грузії. Член-кореспондент АН СРСР (02.12.1917). Професор Юр'ївського (Тартуського), Петербурзького і Тбіліського університетів, в двох останніх завідував кафедрами класичної філології.

## Життєпис
Народився в дворянській сім'ї, батько — відомий юрист Филимон Церетелі. Закінчив «філологічну гімназію» та історико-філологічний факультет Санкт-Петербурзького університету (1893, із золотою медаллю), залишений по кафедрі класичної філології для підготовки до професорського звання. Магістерська дисертація "Скорочення в грецьких рукописах переважно по датованих рукописах СПб. і Москви "(1896). У 1897(9?) відряджений з наукового метою за кордон.
Як папіролог отримав підготовку в Німеччині (1897(9?) — 1902), де видав 2 т. документ по берлінських папірусах (1900, 1904). За кордоном працював також на Синаї, в Константинополі, на Афоні. Після повернення в 1902 році в Росію приват-доцент СПБУ. Читав лекції в Санкт-Петербурзі та Берліні.
У 1914 перевівся до Петербурзького університету, де став професором і завідувачем кафедри класичної філології (до 1920 року). Серед його студентів був Осип Мандельштам. Восени 1920 року переїхав до Грузії.
Піддавався арештам в 1918 (9?), 1931 і 1938 роках. Останній арешт був проведений за доносом його сусіда по комунальній квартирі в Ленінграді, який звинуватив вченого в антирадянській діяльності.
67-річний учений зі світовим ім'ям був заарештований в 1937 році і 12.09.1938 розстріляний у в'язниці. Точна дата загибелі та обставини невідомі.